# Sette criminali e un bassotto
Sette criminali e un bassotto (Once Upon a Crime) è un film del 1992 diretto da Eugene Levy, remake della commedia Crimen, diretta nel 1960 da Mario Camerini.

## Trama
La trama ruota attorno a una serie di coppie a Monte Carlo: Augie Morosco è un giocatore d'azzardo pentito, la cui moglie Elena Morosco è il premio di una vincita; Neil Schwary è un giocatore d'azzardo in cerca del grande colpo definitivo, mentre la moglie Marilyn Schwary non pensa che a comprare vestiti firmati. Julian e Phoebe Peters stanno tentando di restituire un bassotto trovato per caso a Roma alla ricca signora Van Dougan, proprietaria dell'animale. Ma la signora viene trovata assassinata e da quel momento scattano numerosi equivoci, inseguimenti, false piste seguite dall'ispettore Bonnard.